# Teodoro González de Zárate
Teodoro González de Zárate (Vitòria, ? - 31 de març de 1937) fou un polític del País Basc, que fou nomenat alcalde de Vitòria i fou executat per les tropes franquistes durant la Guerra Civil.
Teodoro González formà part del Partit Republicà Autònom Alabès (PRA), d'Acció Republicana i, finalment, d'Izquierda Republicana. A les eleccions municipals de 1931 que donaren lloc a la proclamació de la Segona República Espanyola va ser escollit regidor però, després d'anul·lar-se els comicis a Vitòria, va tornar a presentar-se amb la Conjunció Republicano-Socialista per a les eleccions parcials de maig, on fou escollit novament amb divuit altres membres de la candidatura. Després va ser escollit alcalde, càrrec que va ocupar fins a 1934 en què va ser destituït pel govern cedista pels successos revolucionaris d'octubre. Fou reposat en el seu càrrec el 1936 amb la victòria del Front Popular a les eleccions generals, es va mantenir lleial al govern de la República al produir-se el cop d'estat que va donar lloc a la Guerra Civil.
Detingut després de l'ocupació de la ciutat per les tropes revoltades, va ser tret de la presó provincial d'Àlaba, traslladat en camió, confessat "enmig d'un estupor d'agonia" i executat per un grup de falangistes provinents de Sant Sebastià al costat d'uns altres quinze detinguts al port d'Azazeta, a la vora de la carretera que condueix de Vitòria a Estella. Les execucions van ser ordenades personalment pel general Emilio Mola. Dins dels afusellaments al País Basc durant la guerra, és considerat el que més impacte va produir en la població.